# Фелиссари, Лино Освальдо
Лино Освальдо Фелиссари (Lino Osvaldo Felissari, род. 14 февраля 1951 года, Пескьера Борромео) — итальянский политик. Был президентом провинции Лоди с 27 июня 2004 года по 8 июня 2009 года.

## Биография
Технический эксперт, женат, двое детей, был членом совета аудиторов Консорциума по питьевой воде для муниципалитетов провинция Милан (с 1976 по 1979), членом совета директоров Консорциума по благоустройству района Лоди (с 1980 по 1985). Он был мэром Лоди-Веккьо в течение двух сроков с 1975 по 1985, депутатом Camera с 1987 по 1994, затем снова мэром с 1995 по 2004, председателем совета директоров других компаний питьевой воды. Он присоединился к Левые демократы.
В 2004 году на местных выборах в Италии он был избран президентом провинции во втором туре, получив при поддержке левоцентристов 54,9 % голосов. В провинциальном совете его большинство составляют DS, Margherita, PRC и SDI. Его административный мандат истекает 8 июня 2009 года, так как не был подтвержден на второй срок против правоцентристского кандидата Пьетро Форони.
26 мая 2019 года он был избран мэром Лоди-Веккьо в пятый раз.

## Почетные звания
Ordine al merito della Repubblica italiana
— 2 июня 2007 года 